# Межевое (Макеевский городской совет)
Межево́е (укр. Межове) — посёлок, входит в Макеевский городской совет Донецкой области Украины. Находится под контролем самопровозглашённой Донецкой Народной Республики.

## География
Посёлок расположен на левом берегу реки под названием Грузская (левый приток Кальмиуса).

#### Соседние населённые пункты по странам света
С: Угольщик
СЗ: город Макеевка
З: Маяк (выше по течению Грузской), город Донецк
СВ: Пролетарское, Гусельское, Шевченко, Молочарка
В: Холмистое, Вербовка
ЮЗ: Октябрьское
ЮВ: Грузско-Ломовка (ниже по течению Грузской)
Ю: Грузско-Зорянское (ниже по течению Грузской), Высокое

## Население
Население по переписи 2001 года составляло 1 302 человека.

## Общая информация
Почтовый индекс — 86196. Телефонный код — 6232. Код КОАТУУ — 1413569700.

## Местный совет
86195, Донецкая обл., Макеевский городской совет, пгт. Грузско-Зорянское, ул. Центральная, 13, 6-14-46